# 6366 Rainerwieler
A 6366 Rainerwieler (ideiglenes jelöléssel 1981 UM22) a Naprendszer kisbolygóövében található aszteroida. Schelte J. Bus fedezte fel 1981. október 24-én.